# Nepalicrepis besucheti
Nepalicrepis besucheti is een keversoort uit de familie bladkevers (Chrysomelidae). De wetenschappelijke naam van de soort werd in 1989 gepubliceerd door Scherer.